# 沃伦·帕尔
沃伦·帕尔（英語：Warren Parr，1952年1月25日—），澳大利亚男子田径运动员。他曾代表澳大利亚参加1974年、1978年和1982年英联邦运动会田径比赛，其中1978年英联邦运动会获得一枚铜牌。